# 안도 준
안도 준(일본어: 安藤 淳, 1984년 10월 8일 ~ )는 일본의 전 축구 선수이다.

## 구단 경력
그는 2007년부터 2020년까지 J리그의 교토 상가 FC, 세레소 오사카, 마쓰모토 야마가 FC, 에히메 FC에서 활동하였다.